# Nemoria adaluzae
Nemoria adaluzae là một loài bướm đêm trong họ Geometridae.